# Brilhante (telenovela)
Brilhante é uma telenovela brasileira produzida e exibida pela TV Globo de 28 de setembro de 1981 a 27 de março de 1982, em 155 capítulos. Substituiu Baila Comigo e foi substituída por Sétimo Sentido, sendo a 27.ª "novela das oito" produzida pela emissora.
Escrita por Gilberto Braga, com colaboração de Euclydes Marinho e Leonor Bassères, tem direção de Marcos Paulo, José Carlos Piéri e Ary Coslov. A direção geral e a produção é de Daniel Filho, e a produção executiva, de José Antônio Tauil.
Conta com Vera Fischer, Tarcísio Meira, Renée de Vielmond, José Wilker, Fernanda Montenegro, Mário Lago, Cláudio Marzo e Renata Sorrah nos papéis principais.

## Enredo
O comércio de jóias e pedras preciosas, e o mistério sobre uma jazida de esmeraldas no Pantanal são o fio-condutor de toda trama. Luiza é uma bela designer de jóias que, a passeio em Londres, reencontra uma antiga amiga, Vera, e acaba testemunhando a morte do marido dela, Oswaldo. De volta ao Brasil, Luiza se surpreende ao ver o mesmo homem vivo, mas com outra identidade, Sidney Ribeiro. Na mesma altura, Luiza entra em contato com a família Newman, donos da empresa de fabricação e venda de joias onde ela trabalha. A matriarca da família é a prepotente Chica Newman, que se encanta com a jovem e vê a chance de casá-la com seu filho Inácio, um homossexual. Entretanto, Luiza acaba apaixonando-se por Paulo César, genro de Chica. Paulo, que já vivia um casamento em crise, abandona a mulher, Maria Isabel, e inicia um romance com Luiza.
Enquanto isso, obstinada em arrumar uma esposa para o filho, Chica encontra na carreirista Leonor uma aliada. A moça, filha da não menos interesseira Edite, é funcionária de sua empresa e aceita abandonar o marido, o taxista Carlos, para casar-se com Inácio Newman.

## Elenco
| Interprete              | Personagem                      |
| ----------------------- | ------------------------------- |
| Vera Fischer            | Luiza Sampaio                   |
| Tarcísio Meira          | Paulo César Carvalho            |
| Fernanda Montenegro     | Francisca Newman (Chica)        |
| Renée de Vielmond       | Maria Isabel Newman Carvalho    |
| José Wilker             | Sidney da Costa Pinto           |
| José Wilker             | Osvaldo Mesquita                |
| Denis Carvalho          | Inácio Newman                   |
| Renata Sorrah           | Leonor Negreiros                |
| Jardel Filho            | Bruno Newman                    |
| Célia Helena            | Regina Newman                   |
| Cláudio Marzo           | Carlos Andrade                  |
| Joana Fomm              | Virgínia Sampaio                |
| Rodolfo Mayer           | Ernani Sampaio                  |
| Laura Cardoso           | Alda Sampaio                    |
| Mário Lago              | Vítor Newmann                   |
| Rosita Thomaz Lopes     | Letícia Cardoso                 |
| Eloísa Mafalda          | Edite Negreiros                 |
| Kadu Moliterno          | Afonso Negreiros                |
| Carla Camurati          | Sônia Newmann                   |
| Caíque Ferreira         | Frederico Toledo Sampaio (Fred) |
| Fernanda Torres         | Marília Newmann Carvalho        |
| Sérgio Mamberti         | Galeno Sampaio                  |
| Suzana Faini            | Renée Toledo Sampaio            |
| Nádia Lippi             | Vânia Cardoso                   |
| Arthur Muhlemberg       | Gustavo Amaral (Guto)           |
| Neuza Caribé            | Cecília Amaral (Ciça)           |
| Lídia Mattos            | Nilza Amaral                    |
| Oswaldo Louzada         | Leonel da Costa Pinto           |
| João Paulo Adour        | Sérgio                          |
| Paulo Porto             | Guilherme da Costa Pinto        |
| Anselmo Vasconcelos     | Detetive Tavares                |
| Renato Pedrosa          | Ulisses                         |
| Maria Gladys            | Dinalva                         |
| Maurício Barroso        | Serpa                           |
| Márcia Rodrigues        | Yara                            |
| Rômulo Arantes          | Osmar                           |
| Luciano Sabino          | Ricardo (Rick)                  |
| Janser Barreto          | Lino                            |
| Graziela Di Laurentis   | Heloísa                         |
| Maria de Fátima Camatta | Jussara                         |
| Fábio Villa Verde       | Silvio Newman Carvalho          |

### Participações especiais
| Interprete           | Personagem       |
| -------------------- | ---------------- |
| Aracy Balabanian     | Vera Mesquita    |
| Buza Ferraz          | Cláudio          |
| Francisco Milani     | Wanderley Amaral |
| Mauro Mendonça       | Fernando         |
| Beatriz Lyra         | Carmem           |
| Eduardo Conde        | Edvaldo          |
| Ítalo Rossi          | Delegado Rufino  |
| Yara Lins            | Matilde Mesquita |
| Thelma Reston        | Mariazinha       |
| Andréa Beltrão       | Laura Dallarosa  |
| Renato Coutinho      | Inspetor Clóvis  |
| Hileana Menezes      | Kyra             |
| Ilma da Costa Santos | Creuza           |
| Amelin Fiani         | Vitória          |
| Magda de Carvalho    | Vanda            |
| José Maria Passos    | Amaury           |
| Jorge Ramos          | Getúlio          |
| Paschoal Villaboim   | Dr. Flaksman     |

## Produção
Depois de ter escrito dois grandes sucessos no horário nobre, Gilberto Braga voltava mais uma vez com a missão de repetir o mesmo feito das suas tramas anteriores. Porém o resultado não foi o esperado: a trama se tornou um grande fracasso no horário nobre e na carreira do autor. Inclusive o mesmo não esconde de ninguém a sua imensa insatisfação.
| “                                                               | Brilhante foi um fracasso retumbante. Entrou no ar e foi um susto. Foi uma novela muito mal bolada, com uma história impossível de contar. Não sei como caí nessa esparrela, porque era uma época de censura rigorosa. (…) Ficou uma salada que pouca gente entendia. (…) Aos poucos, fiz umas modificações e acabaram gostando (…) A partir daí, a novela se saiu bem, com prestígio. Mas, no início, foi um tremendo fracasso | ” |
| — Gilberto Braga no livro Autores, Histórias da Teledramaturgia | |   |

A novela também sofreu censura por parte do governo Federal, que não permitia a veiculação da palavra homossexual. Isso de uma certa forma atrapalhou o andamento da história pois essa era a condição do personagem Inácio (Denis Carvalho).
Foi a primeira telenovela do roteirista Euclydes Marinho, que atuava como colaborador. Porém ele abandonou a trama antes do fim, alegando insatisfação com o enredo. Em seu lugar entrou Leonor Bassères, em sua primeira parceria com Gilberto Braga.

### Morte de Elis Regina
Gilberto Braga era amigo pessoal de Elis Regina, então o autor pediu para que a cantora gravasse uma versão em português da música "Me Vuelves Loco" de Armando Manzanero, composta pelo escritor Paulo Coelho. Elis foi para o estúdio e gravou "Me deixas Louca", tema dos personagens "Luiza" e "Paulo Cesar", interpretados por Vera Fischer e Tarcísio Meira, que entrou para a trilha sonora nacional da novela. Enquanto Brilhante era exibida, a cantora Elis Regina, infelizmente, faleceu em 19 de janeiro de 1982, então no último capítulo da trama, os personagens citaram a cantora falecida em uma das sequências finais da novela. Em 2012 a mesma canção foi regravada pela filha da cantora, Maria Rita, e fez parte da trilha sonora da telenovela brasileira Salve Jorge de Gloria Perez.

## Trilha Sonora

### Nacional
1. "Me Deixas Louca" - Elis Regina (tema de Luiza e Paulo César)
2. "Dans Mon Île" - Caetano Veloso (tema de Leonor)
3. "Meu Bem, Meu Mal" - Gal Costa (tema de Maria Isabel)
4. "Mistério" - Ângela Rô Rô
5. "Decisão" - Joanna
6. "Luiza" - Tom Jobim (tema de abertura)
7. "Naquela Noite Com Yoko" - Simone
8. "Acontecências" - Cláudio Nucci (tema de locação: Pantanal)
9. "De Leve (Get Back)" - Lulu Santos (tema de Fred)
10. "Doce de Coco" - Elizeth Cardoso (tema de Ernani e Alda)
11. "Luzes e Estrelas" - Edson e Terezinha (tema de Ciça)
12. "Canção da Manhã Feliz" - Nana Caymmi

### Internacional
1. "Comin' In And Out Of Your Life" - Barbra Streisand (tema de Maria Isabel)
2. "Do You Miss Me?" - Morris Albert (tema de Edite)
3. "Hurt" - Carly Simon (tema de Leonor)
4. "Good Time Tonight" - Kool & The Gang / "Queen Of Hearts" - Linda Kooly
5. "If Leaving Me Is Easy" - Phil Collins (tema de Fred e Marília)
6. "Love Games" - Ian and Christopher
7. "Sugar" - Ronay
8. "Murmures" - Richard Clayderman
9. "You Weren't In Love" - Mick Fleetwood [5]
10. "Old Photographs (Casinha Branca)" - Jim Capaldi
11. "Little Darling" - Sheila
12. "Take Me Now" - David Gates (tema de Luiza e Paulo César)
13. "Angelica And Ramone" - Secret Service (tema de Fred e Marília)
14. "Song Of Laura" - Sound Orchestra